# Пру, Давид
Давид Пру (фр. David Proux; родился 23 июля 1968 года в Сан-Клюд (предместье Парижа)) — французский актёр и фотомодель. Звезда культового сериала «Элен и ребята» (герой — Этьен).
Учась на биологическом факультете, Давид всё свое свободное время играл в гандбол — это была его страсть.
Начал сотрудничество с модельным агентством с целью заработать денег. Постепенно успешная карьера модели стала занимать все больше времени. А вскоре по семейным обстоятельствам Давид был вынужден оставить учёбу и полностью сосредоточиться на работе в модельном бизнесе.
В 23 года ему поступило предложение пройти кастинг на одну из главных ролей в сериал «Элен и ребята». Эффектного молодого человека практически сразу утвердили на роль красавчика Этьена, несмотря на то, что на тот момент у него не было актерского опыта. Съемки сериала проходили очень интенсивно, за неделю снималось четыре эпизода. Между ним и другой актрисой из сериала Кати Андриё возник роман. Однако после 70-го эпизода Пру покинул проект. Ещё одной из причин стала излишняя популярность. Вскоре проект покинула и Кати. У пары родилось двое детей.
После ухода из сериала Давид Пру окончил актерскую школу, однако продолжать актерскую карьеру не стал. Он вернулся к работе моделью и сделал успешную карьеру в Европе. После расставания с Андриё стал профессионально заниматься фотографией. Известен как фотохудожник, его выставки проходят во многих галереях Франции и других европейских стран. Много лет он занимается рисованием и сотрудничает с благотворительными организациями по всему миру.